# Spalding Gray
Spalding Gray (5. června 1941 – 11. ledna 2004) byl americký herec a spisovatel. V roce 1970 se stal členem experimentálního divadla The Performance Group, které vedl Richard Schechner. Spolu s několika dalšími herci z tohoto divadla následně založil The Wooster Group. Později vystupoval také v erotických filmech. Rovněž se věnoval vlastním představením – monologům. Jeden z nich zachytil režisér Jonathan Demme ve filmu Plavba do Kambodže (1987). V červnu 2001 utrpěl vážně zranění při autonehodě během dovolené v Irsku. Dne 11. ledna 2004 byl prohlášen za nezvěstného. Oznámení o nalezení jeho těla přišlo až v březnu toho roku. Jeho tělo bylo vytaženo dvěma muži z East River. Gray se o sebevraždu pokusil již v roce 2002.